# Baneins
Baneins is een gemeente in het Franse departement Ain (regio Auvergne-Rhône-Alpes). Baneins telde op 1 januari 2022 618 inwoners.

## Geschiedenis
Tot aan de 13e eeuw heette het dorp Athaneins. Toen betrok de ridder Raoul de Baneins hier een kasteel en gaf het dorp zijn naam. De naam komt waarschijnlijk van de germaanse jongensnaam Bano of Banno met de uitgang -eins die veel voortkomt in de streek. Baneins maakte deel uit van de provincie Dombes.
Van het kasteel van Raoul de Baneins zijn resten over. Verder staat er een romaanse kerk uit de 12e eeuw.

## Geografie
De oppervlakte van Baneins bedroeg op 1 januari 2022 8,91 vierkante kilometer; de bevolkingsdichtheid was toen 69,4 inwoners per km².
De onderstaande kaart toont de ligging van Baneins met de belangrijkste infrastructuur en aangrenzende gemeenten.

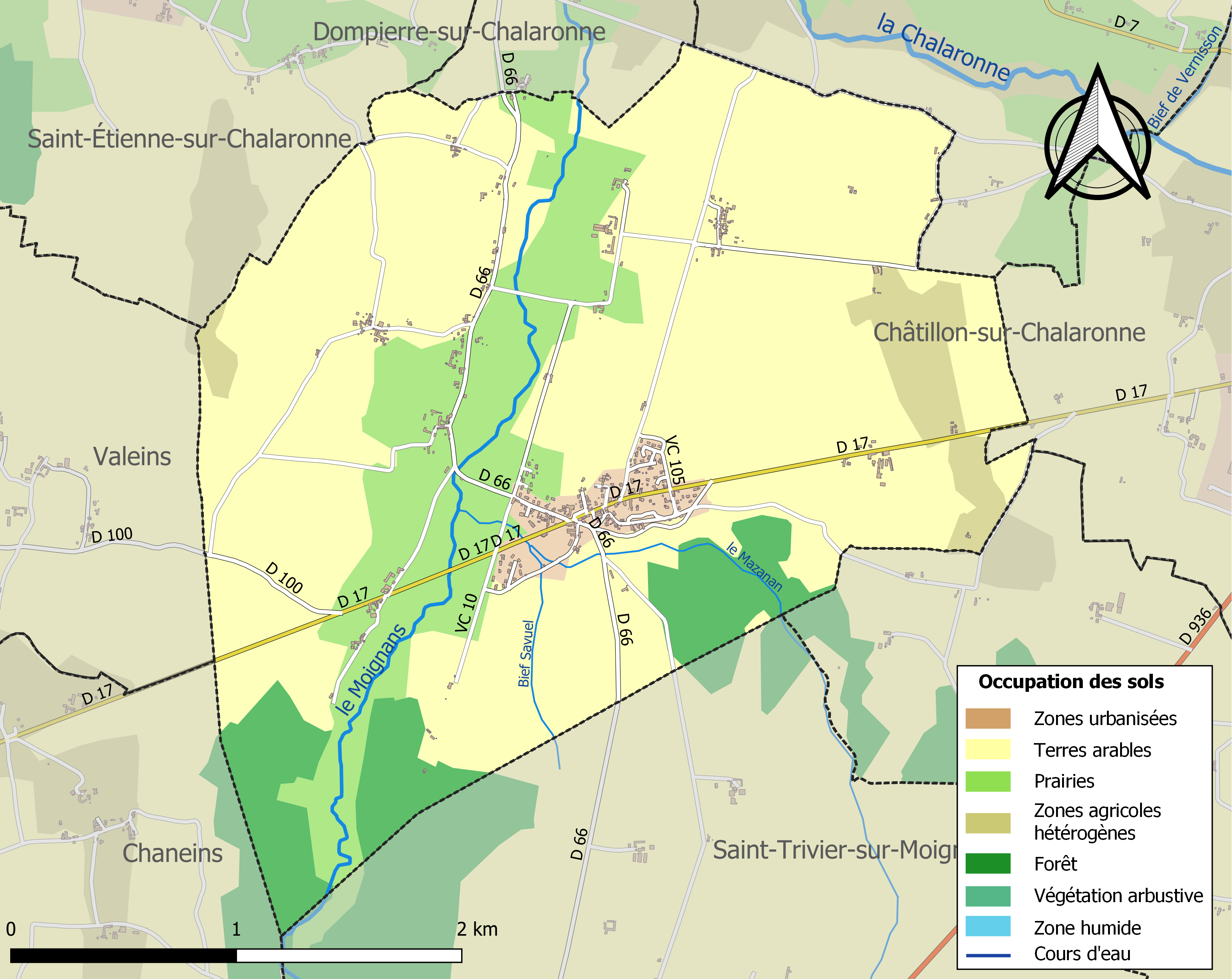

## Demografie
Onderstaande figuur toont het verloop van het inwoneraantal van Baneins vanaf 1968. De cijfers zijn afkomstig van het Frans bureau voor statistiek en bevatten geen dubbel getelde personen (zoals studenten en militairen).
Vanwege een beveiligingsprobleem met de MediaWiki Graph-software is het momenteel niet mogelijk deze grafiek weer te geven. Zodra de software is bijgewerkt zal de grafiek vanzelf weer zichtbaar worden.